# Heinrich Pecina
Heinrich F. Pecina (* 23. Juli 1950) ist ein österreichischer Investor und Gründer der Vienna Capital Partners (VCP).

## Karriere
Pecina studierte Betriebswirtschaftslehre an der Wirtschaftsuniversität Wien und war für den Aufbau der Investmentsparte der Creditanstalt, der Creditanstalt Investment Bank (CAIB), verantwortlich, deren Vorstandsmitglied er von 1990 bis 1997 war. Danach war er Senior Advisor der United Bank of Switzerland mit dem Schwerpunkt Zentral- und Osteuropa.
1998 gründete er das Wiener Investmenthaus Vienna Capital Partners (VCP) bzw. dessen Nachfolgegesellschaft CPS Investment Service AG und engagierte sich weiterhin in Osteuropa. Pecina gilt als einer der maßgeblichen Drahtzieher im europäischen Gas- und Ölgeschäft.

## Kontroversen
Laut den Panama-Papieren soll Pecina 2007 in einen ominösen Aktienverkauf in Milliardenhöhe an das Öl- und Gasunternehmen OMV beteiligt gewesen sein.
Über die Mediaworks Hungary AG war er bis zu deren Verkauf an die Opimus Press AG im Oktober 2016 an der regierungskritischen Budapester Tageszeitung Népszabadság beteiligt. Zuvor war er wegen der geplanten Schließung der Zeitung in Kritik geraten.
Im August 2017 wurde Pecina von einem österreichischen Gericht wegen Veruntreuung und Fehlverhaltens in Zusammenhang mit Scheinrechnungen an die Hypo Alpe Adria Bank zu einer Geldstrafe in Höhe von 288.000 Euro und einer Bewährungsstrafe von 22 Monaten verurteilt.

## Privates
Pecina ist verheiratet, Vater zweier Kinder und lebt in einem Gutshof südlich von Maria Ellend. Sein Großvater Ludwig Pecina war Gutsverwalter von Thronfolger Franz Ferdinand.